# Ніколай Гартманн
Нікола́й Га́ртманн (також: Ніколас Хартманн; латис. Nikolajs Hartmanis; нім. Nikolai Hartmann; 20 лютого 1882, Рига, Ліфляндська губернія, Російська імперія — 9 жовтня 1950 Геттінген, ФРН) — німецький філософ-ідеаліст, основоположник критичної (або нової) онтології.

## Біографія
Народився в естонській родині в Ризі, яка входила до складу Російської імперії. Закінчив гімназію в Петербурзі; згодом вивчав медицину в університеті Тарту (тоді Юр'єва) і філософію в Санкт-Петербурзькому університеті, після чого вступив до Марбурзький університет. У 1922—1950 — професор філософії в університетах Марбурга (1922—1925), Кельна (1925—1931), Берліна (1931—1945) і Геттінгена (1945—1950).
Будучи учнем Пауля Наторпа і Германа Когена, виступав послідовником Марбурзької школи неокантіанства. Незадоволений її суб'єктивізмом («методологізмом»), Гартманн під впливом Едмунда Гуссерля і Макса Шелера розробив власну онтологічну концепцію («нову онтологію»), яка в цілому виявляється модернізацією аристотелівсько-схоластичного вчення про буття («Система онтології», т. 1-4, 1933—1950).

## Філософські погляди
За Гартманном, світ має шарувату структуру і повинен бути розглянутий як ієрархія чотирьох якісно різних пластів:
- неорганічного буття,
- органічного,
- психічного,
- духовного.

Форми існування і категоріальна структура різних верств неоднакові: так, імматеріальні шари (дух, психічне) існують тільки в часі. Кожна з вищих верств корениться в нижчій, але повністю нею не визначається. Нижчі форми буття активніші у своєму самоствердженні, вищі мають більшу свободу прояви .
Гартманн вважав корінні філософські проблеми нерозв'язними, відкидав метафізичний підхід до проблем буття: існування, життя, свідомості, свободи, волі тощо, які вважав непізнаваними — гносеологічно ірраціональними. Фундаментальну онтологію Гайдеґґера, яка ставить в основу питання про сенс буття, Гартман вважав з самого початку хибною: світ, по суті, є тільки світ і приписувати світовій єдності будь-яку ціль чи ідею, наприклад, у формі «бога», було б необачно. В етиці Гартманн слідом за Шелером розвивав теорію незмінних «етичних цінностей». Основним питанням для Гартмана є в цій області проблема співвідношення цінностей і свободи волі, розглянута як відношення двох родів сил («детермінацій»): ідеальної (цінностей, що є орієнтиром для волі) і реальної (волі, що здійснює цінності) («Етика», 1925).
Студентами Гартманна були поет Борис Пастернак і філософ Ганс-Ґеорґ Ґадамер. На його ранні праці в галузі філософії біології іноді посилаються в сучасних дослідженнях і обговореннях геноміки та клонування.